# Puranas
Puranor (sanskr. purāṇá "klassisk, av ålder"), eller (engelska) puranas, är en genre av skrifter som ingår bland hinduismens smriti.
I puranas avhandlas olika ämnesområden, exempelvis gudskärleken, ayurveda, jyotish, kosmologi, dharma, karma och reinkarnation. Enligt traditionen ska puranas ha nedtecknats av Vyasa mot slutet av Dvapara Yuga. Modern vetenskap daterar dock puranorna till perioden 400–1200.
De arton större puranorna indelas i tre grupper med vardera sex verk. I samtliga puranas intar Lakshmi platsen som den viktigaste gudomen. Det finns också ett stort antal puranor som har haft mindre inflytande.

## Lista över puranas
- Brahmapurana
  1. Brahma
  2. Brahmānda
  3. Brahma Vaivarta
  4. Mārkandeya
  5. Bhavishya
  6. Vāmana
- Vishnupurana
  1. Vishnu
  2. Bhagavata
  3. Nāradeya
  4. Garuda
  5. Padma
  6. Varāha
- Shivapurana
  1. Vāyu
  2. Linga
  3. Skanda
  4. Agni
  5. Matsya
  6. Kūrma

## Puranas
Puranas är av samma karaktär som Itihasa. Den har fem karaktärsdrag (Panch-Lakshana): Historia, kosmologi, den andra skapelsen, kungaätternas historia och den så kallade Manavantara. Denna skrift blev skriven för att popularisera Vedan, och innehåller därför grunddragen av Vedan. Texten i sig består av konkreta händelser, myter, sagor, legender, berättelser om helgons, kungars och stora mäns liv, allegorier och krönikor över historiska händelser. Denna skrift riktar sig inte till lärda män utan till det vanliga folket, till massorna.
Det finns arton huvud Puranas och lika många under-Puranas eller ”Upa-Puranas”. Av dessa är sex Sattvic Puranas och upphöjer Vishnu; sex är Rajasic Puranas och upphöjer Brahma; sex är Tamasic Puranas och upphöjer Shiva.